# Teresa Boetti Valvassura
Teresa Boetti Valvassura (née à Saluzzo le 12 février 1851 et morte à Milan, le 10 mars 1930) est une actrice italienne de théâtre et de cinéma.

## Biographie
Teresa Boetti  est née à Saluzzo en 1851 et a étudié à l'école publique de Carolina Malfatti-Gabusi à Turin.
À Florence, elle fréquente l'Accademia dei Fidenti  dont le metteur en scène est Luigi Monti qui l'engage dans la compagnie Sadowsky. Boetti connaît un succès immédiat à Naples dans La verità d'Achille Torelli.  Rappelée au théâtre régulier, elle travaille dans les compagnies de Luigi Bellotti Bon, Giacinta Pezzana et Guglielmo Emanuel. Elle suspend son activité au théâtre pendant une courte période en raison de son mariage avec Ernesto Valvassura di Faenza, acteur et administrateur de théâtre. Elle revient sur scène peu de temps après et obtient de nouveaux succès dans la traduction italienne  Teodora et  Tosca de Victorien Sardou. Elle finit par créer sa propre compagnie avec laquelle elle effectue des  tournées au Brésil et en Argentine.
Des raisons familiales la persuadent de quitter la scène pour se consacrer à l'enseignement et à la direction de l'école d'art dramatique de l'Accademia dei Filodrammatici de Milan, ensuite elle en ouvre une à son compte et recommence à jouer la comédie jusqu'à la fin de sa carrière.
Teresa Boetti Valvassura est morte en 1930 à Milan.

## Filmographie
- 1916 : Più forte del destino de Attilio Fabbri
- 1916 : La pupilla riaccesade Eugenio Perego
- 1916 : Il sopravvissuto de Augusto Genina
- 1916 : Lea de Diana Karenne et Salvatore Aversano
- 1918 : Saluto italico de Ugo Bitetti